# مینرال ولز (تگزاس)
مینرال ولز، تگزاس(به انگلیسی: Mineral Wells, Texas) شهری در ایالت تگزاس از ایالات جنوبی ایالات متحده آمریکا است. در سرشماری سال ۲۰۰۰، جمعیت این شهر ۱۶۹۴۶ نفر اعلام شد.

## نگارخانه

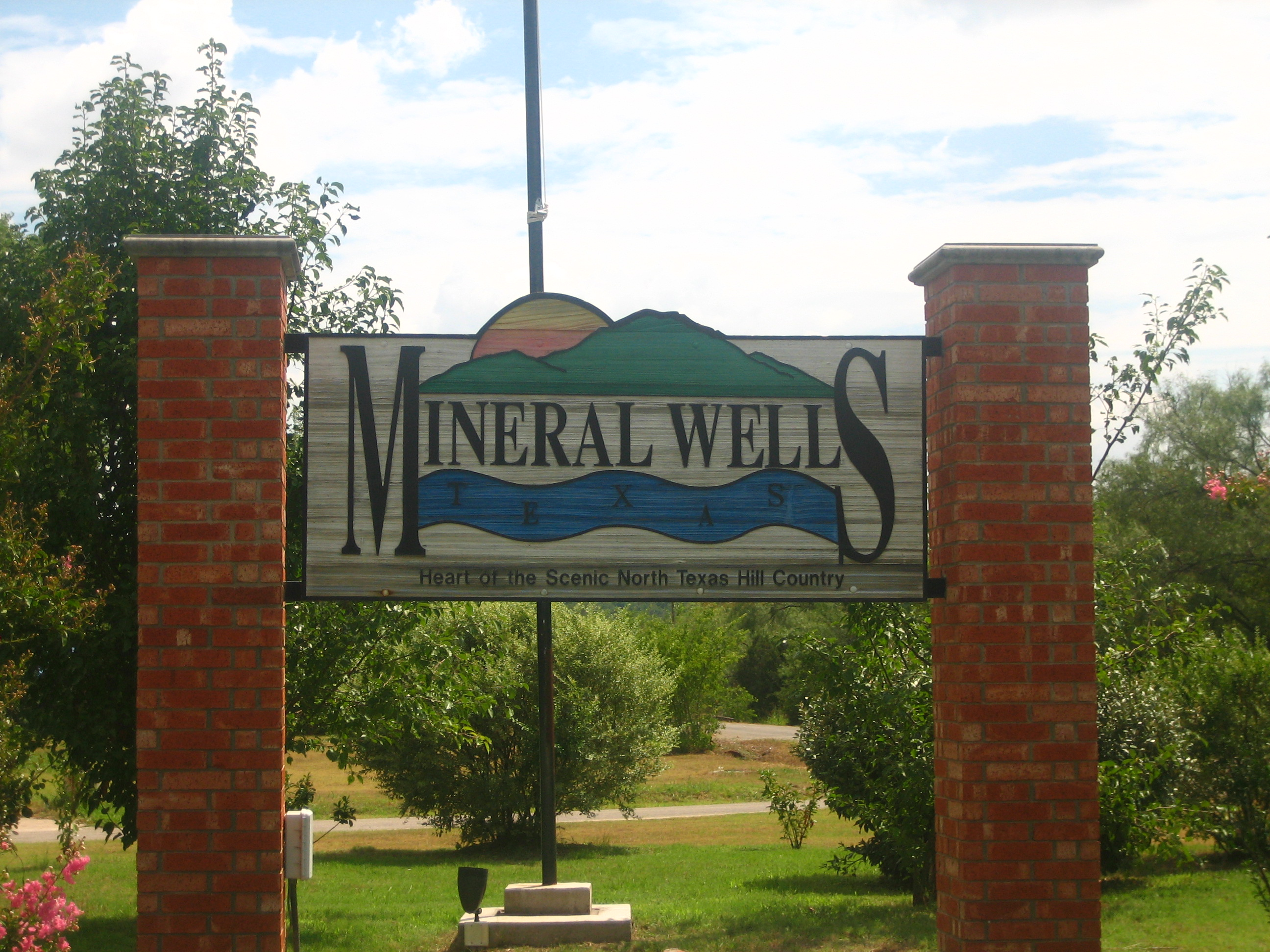
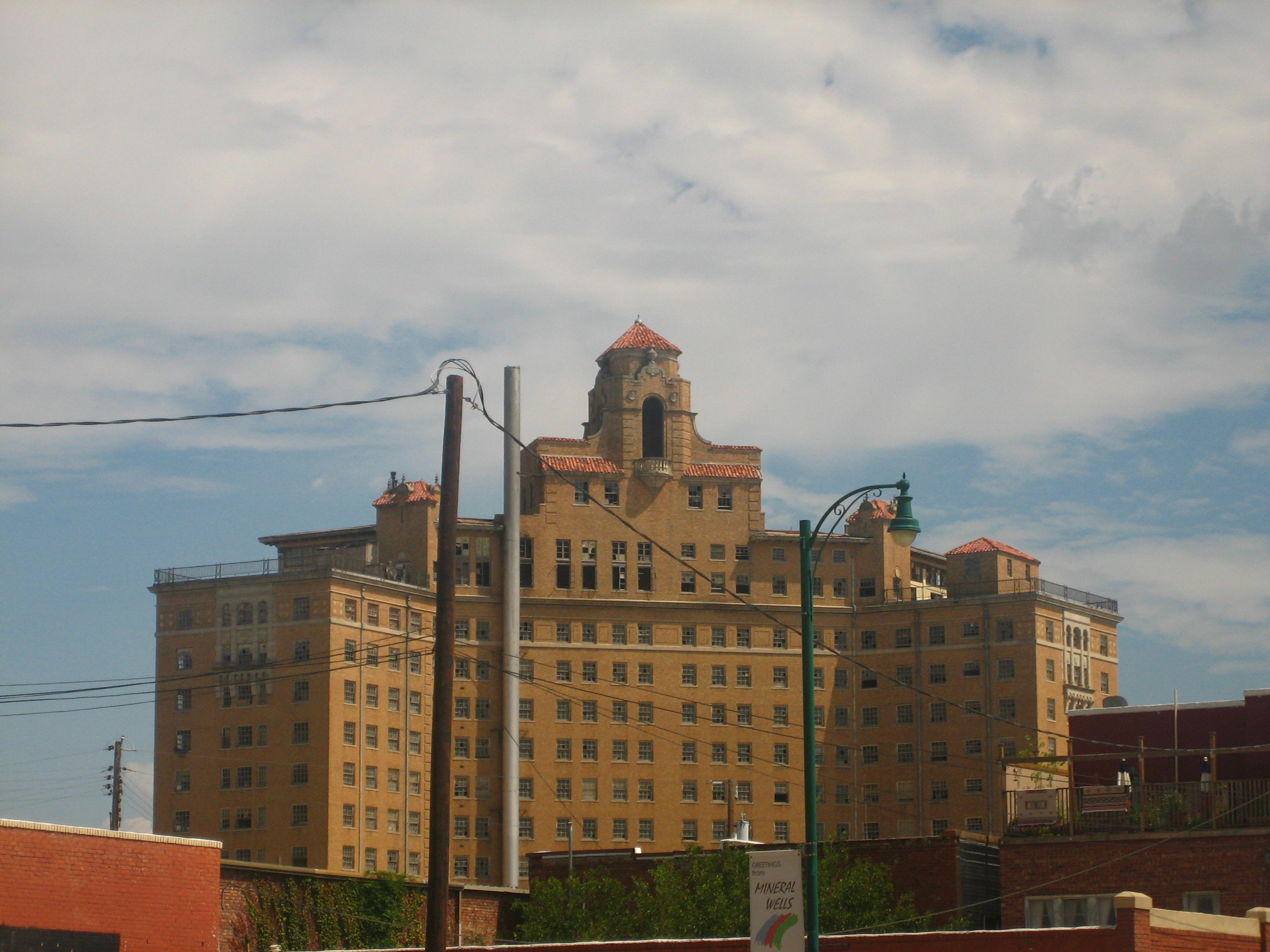
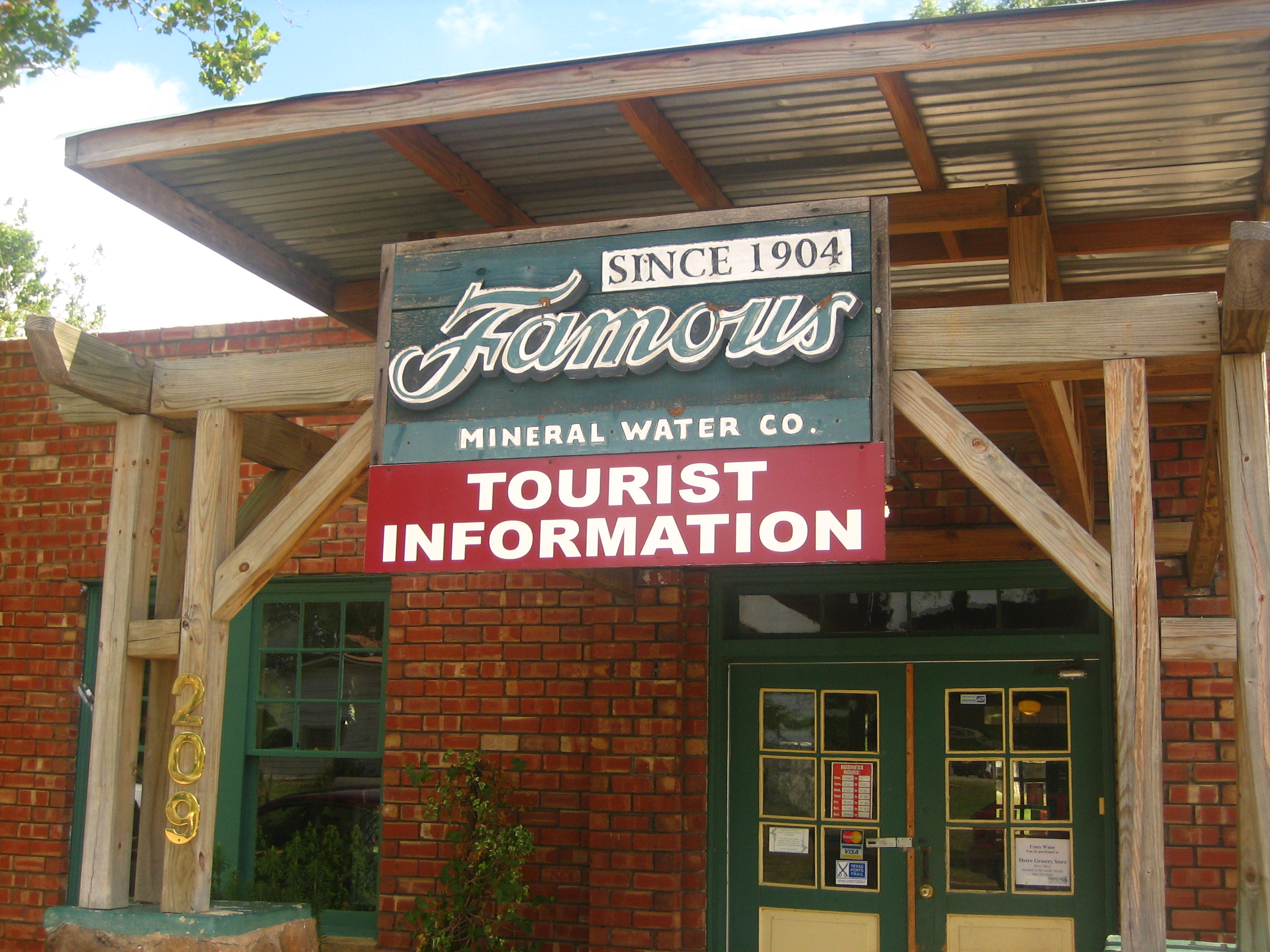
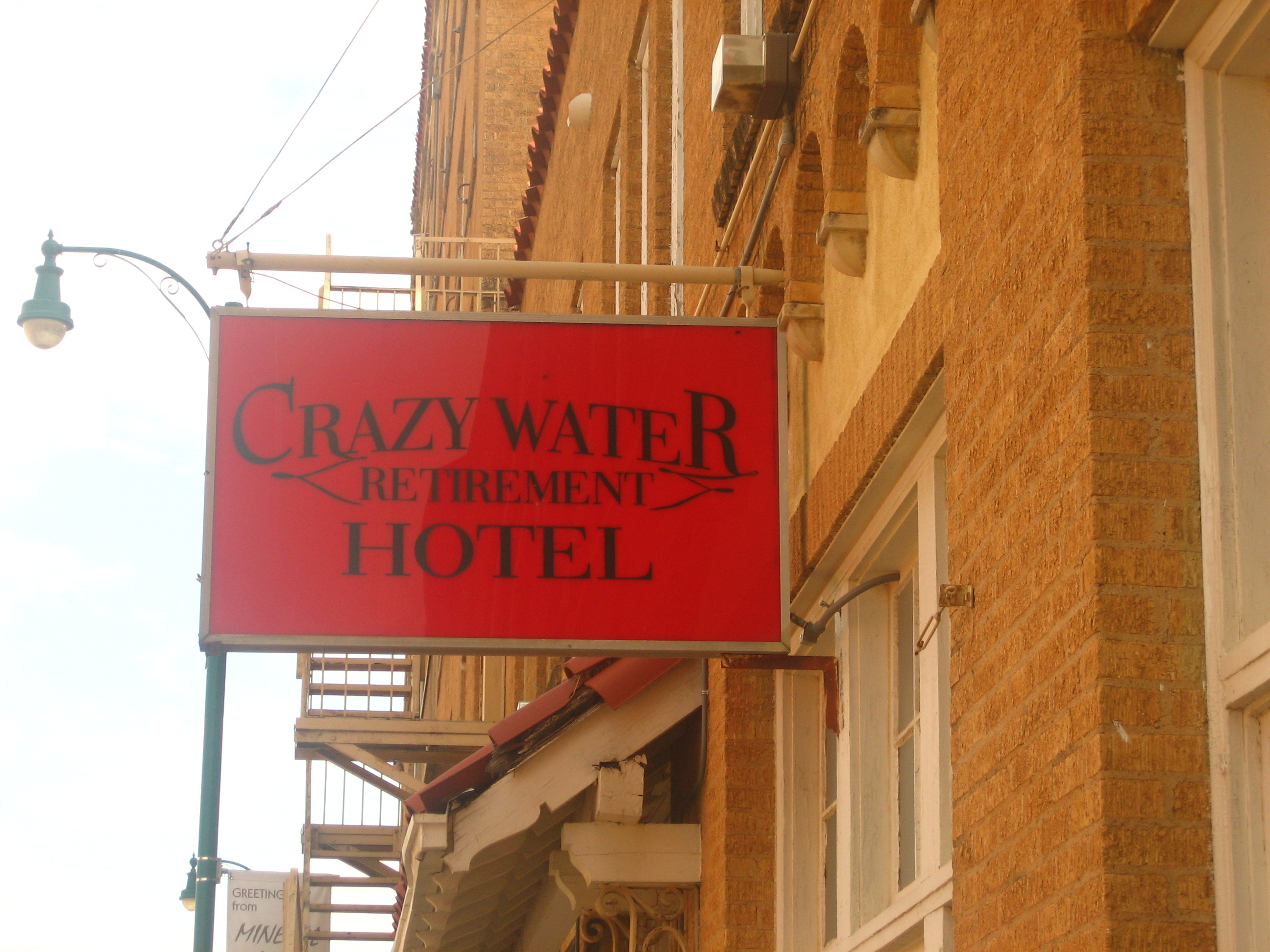